# 7 Haiku
7 Haiku és el nom d'una obra del compositor català Robert Gerhard per a conjunt instrumental (flauta, oboè, clarinet, fagot i piano) i veu sobre poemes de l'obra Amour et paysage de Josep Maria Junoy. Tot i que alguns autors transformen el títol de l'obra i s'hi refereixen amb el nom de 7 Haikai o 7 Hai-Kai, Gerhard puntualitza en una carta a Joaquim Homs que aquests títols són incorrectes i que l'adequat és 7 Haiku, encara que ell mateix s'hi hagi referit altres vegades amb el títol 7 Hai-Kai.

## Context compositiu
Gerhard va escriure 7 Haiku entre finals de 1922 i principis de 1923, poc després de la mort de Felip Pedrell. Juntament amb Dos apunts per a piano, és una de les obres que envià a Arnold Schoenberg per demanar-li que l'acceptés com a deixeble.
Gerhard va revisar l'obra el 1958 i hi a introduir canvis importants. Actualment, s'interpreta la versió publicada el 1969 amb les revisions de 1958. Només és possible aventurar com devia ser la versió original amb reconstruccions fetes a partir dels manuscrits d'algunes de les particel·les dels instruments de vent.

## Característiques

### Els Haiku
La incorporació del gènere literari del haiku (constituït per poemes breus d'entre tres i cinc versos) a la cultura catalana no és un fet estrany si tenim en compte que aquest tipus de versos, inspirats en la tradició japonesa, estaven de moda a Europa. Jordi Mas recorda que els autors francesos, per exemple, no buscaven en el haiku el toc exòtic o el detall decoratiu, sinó més aviat l'esbós sintètic, la paraula justa i la funcionalitat del discurs; és per aquest motiu que intel·lectuals com Jean Cocteau s'hi van interessar, i que compositors com Igor Stravinsky van escriure obres a partir de haikus.
Josep Maria Junoy és considerat el primer autor de haikus catalans, juntament amb Joan Salvat Papasseit. El 1920 publicà Amour et paysage, una obra que s'integra a l'estètica avantguardista del poeta i que està constituïda per trenta poemes de tres versos escrits en català i en francès. Els haiku estan estructurats en diverses sèries o subcicles de poemes que comparteixen la temàtica. Els set poemes que Gerhard va escollir són els següents:
- "Au milieu de la prairie verte" (I): mostra un caràcter optimista, radiant. S'inclou, juntament amb "Sous la pluie d'été" (VI), a un cicle inspirat en el procés agrícola.
- "J'ai caressé ta flottante chevelure de cressons bleus" (II), que amb "Sous les lucioles" (III) i "Douce voix" (IV) pertanyen a un subcicle amorós.
- "Pensée" (V): s'inclou en una sèrie de poemes ambientats en interiors urbans i nocturns.
- La darrera cançó, "Mais en exil" (VII), pertany al subcicle del viatge, i simbolitza la desorientació vital que poden generar la nostàlgia i l'exili. És possible que Gerhard escollís aquest poema per tancar l'obra influït per les circumstàncies vitals en què la va tancar: Felip Pedrell acabava de morir i estava a punt de començar un viatge estètic i creatiu que el portaria lluny de casa.[2]

### Les cançons
7 Haiku, juntament amb Dos apunts, són les obres que confirmen un replantejament estètic respecte de les obres que havia compost abans. Tot i que el tipus d'escriptura melòdica és deutora de les inflexions melòdiques de la música tradicional catalana, Gerhard s'inclina per explorar l'atonalisme harmònic i la brevetat formal de Schoenberg.
Tanmateix, i tot i que s'hi poden trobar al·lusions al Pierrot lunaire, el tractament de la veu recorda més al de les Trois poésies de la lyrique japonaise d'Igor Stravinsky, més que no pas el de les cançons de Schoenberg o Webern. El mateix compositor reconeix la infuència de l'obra del compositor rus: "Parlant sobre 'influències' crec que podria trobar a Haiku alguns trets de la meva admiració per les Cançons Japoneses d'Str[a]winsky (…)." La composició no és, però, esclava d'aquesta influència, i les possibilitats tímbriques d'una formació que combina la veu d'una mezzo-soprano (o un baríton) amb quatre instruments de vent i piano són molt diferents de les de les cançons d'Stravinsky; a més, l'escriptura vocal de Gerhard és molt més lírica que l'estil sil·làbic i abrupte de Trois poésies.
Diverses de les cançons estan estructurades en cinc parts: preludi instrumental, primera intervenció vocal, interludi, segona intervenció vocal i postludi. El cant, molt breu, està situat al mig de passatges musicals més extensos.
Gerhard aconsegueix oferir una solució musical (tècnica, formal i estructural) coherent amb el caràcter del haiku. Tal com ell mateix diu, "aquestes formes en miniatura enfronten el compositor a un problema de concisió: el de trobar una estructura que tingui com a resultat una imatge musical narrativa coherent, mentre renuncia a cap ajuda que vingui derivada de la tècnica del desenvolupament". Gerhard fa ús de l'obstinato com a element estructural bàsic a les cançons dos, quatre, cinc, sis i set. La primera cançó és un "chorale cum organum" cromàtic i es basa en l'ús del que Stravinsky anomenaria diversos "pols d'atracció", i la tercera és una "compilació d'episodis improvisatoris".

### La revisió de 1958
És important tenir en compte que Gerhard va escriure 7 Haiku el 1922, va revisar l'obra el 1958 i la va publicar el 1969 en la seva versió definitiva. Reconstruir l'obra original de 1922 és complex, perquè la versió ha desaparegut. Afortunadament, a l'Institut d'Estudis Vallencs es conserven còpies manuscrites d'algunes de les particel·les i un esborrany incomplet de la part vocal.
La concentració i la brevetat dels textos va provocar que el 1922 Gerhard enfoqués la composició des del criteri de la concisió musical. Això resulta una mica opressiu per la part vocal, problema que resol a la versió de 1958 ampliant els espais pel cant tot fent més extenses les parts instrumentals. Com a resultat, tenim una segona versió molt més extensa: l'original, de 92 compassos, passa a ser de 241 el 1958.
Els principals canvis que s'han pogut detectar entre les dues versions són els següents:
- A "Au milieu de la prairie verte" (I) s'hi afegeix un compàs a l'inici per permetre que el primer acord del piano pugui sentir-se bé. És possible que a la versió original l'acord fos tocat simultàniament amb els instruments de vent.[11] A més, s'afegeixen compassos addicionals d'acords sostinguts del piano entre les frases del coral dels altres instruments; això permet que la part vocal s'expandeixi.[12]
- A "J'ai caressé ta flottante chevelure de cressons bleus" (II) hi podem apreciar un gran canvi estructural. L'obstinati dels instruments de vent de la versió de 1922 es converteix en unes línies de contrapunt cromàtic, mentre que el piano passa a fer l'obstinato. És possible que Gerhard fes cas dels consells de Schoenberg a l'hora de canviar la textura de la cançó.[13]
- A "Sous la pluie d'été" (VI), Gerhard redueix l'obstinato hiperactiu de tot l'ensemble a una textura menys complexa, més lleugera, més suggestiva de la pluja d'estiu que a la primera versió.[14]
- A "Douce voix" (IV) s'hi afegeixen frases i es fa més ús de la síncopa. A més, tots els instruments són transposats a tonalitats més greus que a la versió original.[15]
- A "Pensée" (V) es dona més paper al clarinet i s'hi afegeixen frases addicionals. De 8 compassos es passa a 24.[16]

## Interpretacions
7 Haiku formà part del programa del concert monogràfic que l'Associació de Música da Camera de Barcelona dedicà al compositor el 22 de desembre de 1929.
La majoria de les peces que es van presentar en aquell concert van ser creades durant l'últim període d'estudi de Gerhard amb Schönberg. Malgrat els esforços dels organitzadors, l'obra no va agradar al públic. Les crítiques de l'època sobre aquesta actuació no fan cap menció de l'obra "7 Haiku", que va ser interpretada per Conxita Badia. Van ser més ben valorades les sardanes i el Quintet de vent.
L'any 1952 inicia les seves activitats musicals el Club 49, una entitat privada creada el 1949 amb l'objectiu de visibilitzar i promoure les obres de joves artistes d'avantguarda. El mateix 1952, el Club 49 va organitzar una "Antologia de Música Contemporània" en deu sessions amb comentaris de totes les obres que havien estat escollides per formar-ne part; en aquestes audicions es van donar a conèixer composicions de Robert Gerhard que encara no havien estat mai programades a Barcelona, entre les quals els Dos apunts per a piano, els 7 Haiku, Nonet per a instruments de vent o Libra.